# Pandinus imperator
Lo scorpione imperatore (Pandinus imperator (Koch, 1841 )) è uno scorpione della famiglia Scorpionidae nativo dell'Africa.

## Descrizione
Pandinus imperator è uno tra i più grossi scorpioni al mondo, potendo raggiungere lunghezze fino a 20 cm.
Il corpo è totalmente nero e lucido, mentre lateralmente nella zona tra tergum e sternum il colore è più chiaro, essendo il corpo meno protetto da segmenti sclerificati. Sotto luci ultraviolette appare fluorescente o di colore verdastro, come molte altre specie. Il telson si presenta di colore rosso-ambrato.

## Biologia
Malgrado sia uno degli scorpioni più grossi al mondo il suo veleno non è particolarmente pericoloso. Esso viene testato per la cura delle aritmie, nella sua principale componente proteica attiva, l'Imperatoxina. Per uccidere le prede si serve delle chele.

## Distribuzione e habitat
Pandinus imperator è originario dell'Africa centrale e occidentale: la sua presenza è accertata nella Repubblica Democratica del Congo, in Costa d'Avorio, Ghana, Guinea, Guinea-Bissau, Nigeria e Togo, ma è probabile che sia presente anche in altri paesi della regione.
Vive in ambienti umidi di foresta pluviale.